# ديفيد أرمسترونغ (مصور)
ديفيد أرمسترونغ (بالإنجليزية: David Armstrong)‏ هو مصور أمريكي، ولد في 24 مايو 1954 في أرلينغتون ‏ في الولايات المتحدة، وتوفي في 25 أكتوبر 2014 في لوس أنجلوس في الولايات المتحدة بسبب سرطان الكبد.

## روابط خارجية
- ديفيد أرمسترونغ على موقع ديسكوغز (الإنجليزية)